# Католическая и Королевская армия
Католическая и Королевская армия (фр. Armée catholique et royale) — самоназвание вооружённых формирований роялистов — сторонников монархии и противников Великой французской революции, участвовавших в Вандейском мятеже. Первоначально Вандейский мятеж возник стихийно, в результате чего у каждого отряда появились свои лидеры, чаще всего, дворяне. По мере разрастания мятежа, возникла необходимость выступать совместно, для чего была создана Католическая и Королевская армия. Это, однако, была армия партизанского типа, которая то объединялась для совместных действий против крупных соединений республиканцев, то продолжала действовать разрозненно. Аналогичные армии были созданы роялистами также в Бретани, Нормандии, Мэне, Анжу и Верхнем Пуату — во всех провинциях, более или менее затронутых восстанием.

## Общее описание
Ядро армии составляли офицеры-аристократы, действовавшие верхом. Помимо дворян, их егерей, ближайших сторонников и слуг, конных было относительно немного, так как крестьяне, составлявшие большинство, не имели обученных верховых лошадей и не были хорошими наездниками. Крестьяне в целом составляли до трёх четвертей армии, их возраст варьировался от 11 до 67 лет, однако в среднем, вандейцам, попавшим в республиканский плен, было от 20 до 30 лет. Кроме крестьян и их земельных сеньоров, в состав армии входили дезертиры-республиканцы, в особенности местные горожане, уклонявшиеся от мобилизации, а также некоторое число других местных горожан — ремесленников, лавочников, ткачей и так далее. Армию активно поддерживало местное католическое духовенство. Отряды вандейцев сопровождали женщины, большинство из которых шли в тылу, однако другие, как дворянского, так и простого происхождения, вооружённые, участвовали в боях, иногда переодеваясь для этой цели в мужскую одежду. Они стали известны под обобщённым названием «вандейские амазонки».
Армию отличал партизанский тип организации, который в России ассоциируется с «зелёными» повстанцами. Крестьяне каждого сельского прихода образовывали устойчивую боевую группу, которая то собиралась, чтобы принять участие в боях, то расходилась по домам, спрятав своё оружие. Труднопроходимый ландшафт Вандеи и относительная замкнутость и гомогенность её населения облегчали ведение в этих краях партизанской войны. Аристократы, владевшие своими замками на протяжении многих поколений, пользовались безусловным доверием крестьянства. Многие из них до начала Французской революции были офицерами военно-морского флота (Вандея являлась прибрежной, западной провинцией, выходящей на Атлантический океан). Зачастую дворяне — вожди восстания были очень молоды: многим командирам крупных отрядов не было и 25, а некоторым — даже 20 лет. Хотя многие руководители—аристократы были склонны действовать совместно, и были готовы признать единоначалие, на практике во многих случаях крупные и мелкие отряды вандейцев действовали разрозненно и собирались вместе исключительно для участия в крупных боях. 
Вандейская армия испытывала огромные проблемы с правильной военной организацией. Из-за нехватки ружей, многие из восставших крестьян были вооружены косами, переделанными для боя. Артиллерия состояла из орудий устаревших образцов, находившихся в собственности местных аристократов, а позднее периодически пополнялась орудиями, захваченными у республиканцев, однако соперничать с республиканской артиллерией по своей боевой мощи не могла. Врачебная служба (существовавшая, в основном, усилиями монахов) и централизованное снабжение армии находились в совершенно зачаточном состоянии. 
Несмотря на горячую поддержку (на словах) со стороны Англии, фактическая помощь была незначительной. Силы английской регулярной армии никогда не высаживались в Вандее; вместо этого английский военно-морской флот лишь доставлял туда желающих из числа французских эмигрантов-роялистов: иногда по одному, а иногда целыми «десантными отрядами». Крупнейшей акцией такого рода был Киберонский десант, который республиканский Командующий Гош в битве при Кибероне сбросил в море. Прочие европейские державы, включая Россию, следили за событиями в Вандее (так, Суворова весьма интересовал вандейский главнокомандующий Шаретт), однако деятельной помощи не оказывали. 
Одержав несколько побед над республиканскими силами на начальном этапе восстания, вандейцы достаточно скоро столкнулись с трудностями (недостатком кавалерии, артиллерии, госпиталей, снабжения, подготовки войск), которые мешали им противостоять усилившимся республиканским войскам в полевых сражениях. После нескольких крупных поражений от республиканцев, вандейские лидеры отказались от попытки создать «правильную действующую армию», и окончательно перешли к партизанской войне.

## Вандейские генералы
- Жак Кателино
- Морис Д’Эльбе
- Шарль де Боншан
- Франсуа Атаназ Шаретт
- Анри де Ларошжаклен
- Луи Мари де Лескюр
- Жан Никола Стоффле
- Антуан Филипп Тальмон де ла Тремойль